# Moto Club
O Moto Club é um clube de futebol brasileiro fundado em 13 de setembro de 1937 na cidade de São Luís, no Maranhão. À princípio era voltado para o motociclismo e ciclismo. É um dos maiores e mais populares clubes do estado do Maranhão. Sua sede está situada em São José de Ribamar, município da Região Metropolitana da Grande São Luís.

## História

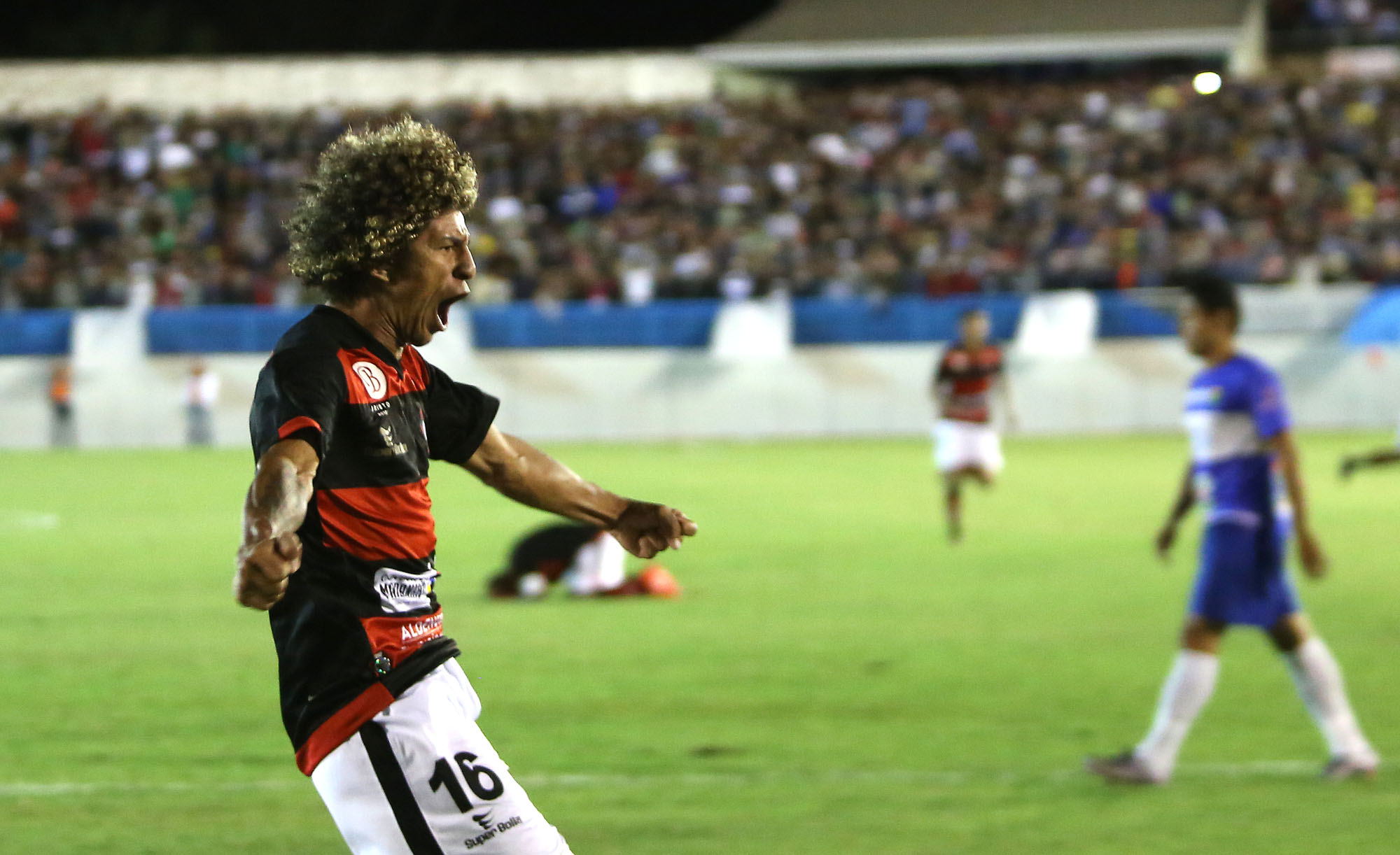
Diego Valderrama após marcar gol que classificaria o Moto Club à Série C contra o Atlético Acreano.

O Moto foi fundado no dia 13 de setembro de 1937 por César Alexandre Aboud, na Rua da Paz, n° 846, no Centro de São Luís, com o nome de "Ciclo Moto". A agremiação tinha a finalidade de promover o motociclismo e o ciclismo. A primeira diretoria foi composta por Capitão José de Ribamar Campos (presidente), Capitão Aluísio de Andrade Moura (vice-presidente), Raimundo Baima (1° secretário), Nagib Moucherek (2° secretário) e Antenor Monroe (tesoureiro). As cores escolhidas para a nova entidade eram o verde e o branco.
O departamento de futebol só foi inaugurado dois anos depois, em 1939, trocando as cores do clube para o vermelho e preto. Em 17 de setembro de 1939, o clube fez sua primeira partida, contra o Ateneu Teixeira Mendes, empatando pelo placar de 1 a 1. A primeira escalação da história foi: Wilson, Jaime e Adolfo; Pavão, Feliciano e Mozabá; Bibi, Elvitre; Leônidas, Ary e Bilau.
O Moto Club filiou-se à Federação Maranhense de Desportos no ano de 1940, participando do Campeonato Maranhense daquele ano, terminando na quinta colocação. Em outubro do mesmo ano, com a ajuda do interventor do Estado, Dr. Paulo Martins de Souza Ramos, o Estádio de Santa Isabel, de propriedade do clube, teve condições de realizar partidas noturnas. O rubro-negro maranhense disputou a primeira partida noturna em São Luís. Em volta do estádio foi construída uma pista para provas de motociclismo.
Em 1944 conquista seu primeiro título estadual, que seria o início de um hepta-campeonato, foi campeão de 1944 a 1950. Neste período, em 1948, conquista um dos títulos mais importante da Região Norte do Brasil: a Taça dos Campeões do Norte que, além do Moto, teve a participação do Paysandu (campeão invicto do paraense de 1947) e do Fortaleza (campeão cearense de 1947).
No ano de 1960, o Moto Club disputou pela primeira vez uma competição oficial da Confederação Brasileira de Desportos (atualmente Confederação Brasileira de Futebol), denominada Taça Brasil, que reunia todos os campeões estaduais e classificava o campeão para a Copa Libertadores da América. O clube foi vice-campeão da zona norte e oitavo colocado no geral. No Campeonato Brasileiro da Série A, estreou em 1973, ficando na 39ª colocação. Sua última participação na Série A foi no ano de 1986 (55° colocado).
Nos anos de 2010 e 2013, o clube viveu seus piores momentos, já que disputou a segunda divisão estadual após ser rebaixado. Em 2010 disputou e foi campeão, retornando à elite. Em 2013, mais uma vez disputou a segundona e conquistou o título. A redenção veio em 2016 na conquista da elite estadual, o 25° título, sendo o segundo maior vencedor do Campeonato Maranhense.
No dia 14 de setembro de 2003, o Centro de Treinamento do Moto Club de São Luís, denominado "Dr. José Pereira dos Santos" foi oficialmente inaugurado. O CT conta com dois campos de futebol de medidas oficiais. O campo principal é utilizado pelo time principal e recebeu o nome de "Hamilton Sadias Campos", o maior artilheiro de todos os tempos do Moto Club. O outro campo é utilizado pelas divisões de base do clube e recebeu o nome de "Baezinho". Além dos campos, o CT tem vestiário, rouparia, sala da presidência, sala de troféus, sala de imprensa, sala de reuniões e departamento médico.
O mascote oficial do Moto Club é o Bicho-papão. Os apelidos são "Papão do Norte", "Rubro-Negro da Fabril" e "Time Motense". O apelido "Papão do Norte", muitas vezes, gera dúvidas, pois o Maranhão não faz parte da Região Norte do Brasil. É que o estado só fez parte da Região Norte até o ano de 1969, quando o IBGE redefiniu as regiões do Brasil e o incluiu na Região Nordeste do Brasil.
Costuma mandar seus jogos no Estádio Nhozinho Santos. Antes usava o Estádio de Santa Isabel, que foi demolido em 1972. Seu maior adversário é o Sampaio Corrêa, os duelos entre os dois clubes são denominados de Superclássico Maranhense.
A torcida do Papão é uma das maiores do estado do Maranhão, tendo várias torcidas organizadas, sendo as principais: Os Dragões da Fiel, Independente, Loucos da Fabril (Barra brava), Motochopp e MotoFolia.
Ao longo de sua história, conquistou vários títulos do Campeonato Maranhense de Futebol profissional, incluindo um heptacampeonato entre 1944 e 1950, feito inigualável por nenhum rival local. Participou por onze vezes da principal divisão do Campeonato Brasileiro (1960-1961, 1967-1968, 1973, 1975, 1978-1979, 1982-1984), sendo quatro delas pela antiga Taça Brasil, e dez vezes da Copa do Brasil.

## Cores e símbolos

### Escudo
O escudo é o principal símbolo do Moto Club. Ele foi criado no formato de um brasão com o desenho no interior característico dos clubes de motociclismo e as argolas entrelaçadas simbolizando as diversas modalidades esportivas a que o Moto Club se dedica, tais como o futebol, o atletismo, o handebol, o futebol de salão, entre outras.

### Uniformes
- Uniforme titular: Camisa vermelha com listras horizontais pretas, calção e meias pretas.
- Uniforme reserva: Camisa branca, calção e meias brancas.

#### Material Esportivo
|  | - Adidas: 1989–1995 - Malharia Karla: 1996 - CCS: 1996 - Topper: 1997 - Diadora: 1998 - Finta: 1999 | - poker: 2000–2001 - Conti: 2002–2003 - BMC: 2004–2005 - Águia Sport: 2006 - Raikar: 2007 | - BMC: 2008–2010 - Eggos: 2010–2012 - Super Bolla: 2013–2017 - Embratex: 2018–2019 - Kanxa: 2019–2020 - Pratic Sport: 2020-2023 - Super Bolla: 2024 - |

## Títulos oficiais
| Estaduais | Estaduais                       | Estaduais | Estaduais |
|           | Competição                      | Títulos   | Temporadas |
| --------- | ------------------------------- | --------- | --- |
|           | Campeonato Maranhense           | 26        | 1944, 1945, 1946, 1947, 1948, 1949, 1950, 1955, 1959, 1960, 1966, 1967, 1968, 1974, 1977, 1981, 1982, 1983, 1989, 2000, 2001, 2004, 2006, 2008, 2016 e 2018 |
|           | Copa FMF                        | 8         | 1972, 1978, 1981, 1982, 1985, 1993, 2003 e 2004 |
|           | Campeonato Maranhense - Série B | 2         | 2010 e 2013 |

Outros títulos: 
- Torneio Campeão dos Campeões do Norte - 1948

## Estatísticas

#### Participações
|  | Participações em 2025 |

| Competição | Competição            | Temporadas | Melhor campanha                  | Estreia | Última | P | R |
| Maranhão   | Campeonato Maranhense | 83         | Campeão (26 vezes)               | 1940    | 2025   |   | 2 |
| Maranhão   | 2ª Divisão            | 2          | Campeão (2010 e 2013)            | 2010    | 2013   | 2 | – |
|            | Copa do Nordeste      | 8          | Grupos (2015, 2017, 2019 e 2025) | 2015    | 2025   |   |   |
| Brasil     | Campeonato Brasileiro | 11         | 8º colocado (1968)               | 1960    | 1984   |   | 1 |
| Brasil     | Série B               | 13         | 8º colocado (1996)               | 1972    | 1997   | – | 1 |
| Brasil     | Série C               | 9          | 8º colocado (2000)               | 1981    | 2017   | – | 1 |
| Brasil     | Série D               | 8          | 4º colocado (2016)               | 2009    | 2024   | 1 |   |
| Brasil     | Copa do Brasil        | 16         | 2ª fase (4 vezes)                | 1990    | 2024   |   |   |

### Histórico em competições oficiais
Copa do Brasil
Foram dez participações (1990, 1999, 2001, 2002, 2003, 2005, 2006, 2007, 2009 e 2015), sendo eliminado na primeira fase em oito edições (1990, 1999, 2001, 2002, 2006, 2007, 2009 e 2017), e nas outras quatros edições (2003, 2005, 2015 e 2017), foi eliminado na segunda fase.
- 1990 - Em sua primeira participação na competição o Moto Club foi eliminado logo na primeira fase pelo Remo. Naquele ano, os dois times participavam do Brasileirão Série B na mesma chave, que também contava com os times do Sport, Ceará, Santa Cruz e Treze. O Remo venceu nos pênaltis por 4x3 o Moto Club após dois empates por 1x1 em São Luís no Estádio Castelão e em Belém no Estádio Mangueira.
- 1999 - Após nove anos desde a sua última participação o Moto Club volta a disputar novamente a Copa do Brasil e novamente é eliminado na primeira fase, só que dessa vez foi pelo Goiás. Após vencer por 3x2 em São Luís, o Moto Club sofreu uma goleada por 4x0 em Goiânia e voltou a casa eliminado.
- 2001 - Em sua terceira participação o Moto Club foi eliminado pelo Flamengo-PI também na primeira fase. O Flamengo-PI venceu os dois jogos, em São Luís e em Teresina por 2x1.
- 2002 - Eliminado na primeira fase pelo CSA, que vencera os dois jogos: em São Luís por 2x1 e em Alagoas por 2x0.
- 2003 - E foi em 2003 que pela primeira vez o Moto Club passou da primeira fase da competição depois de superar o River-PI, mas foi eliminado logo na segunda fase pelo Vasco da Gama. Na primeira fase, o Moto Club perdeu para o Ríver em casa por 1x0 e quando todos achavam que o time estava eliminado, o Moto Club superou-se e o goleou por 4x2 na casa do rival eliminando-o. Já na segunda fase, o Moto Club recebeu o Vasco da Gama em São Luís e perdeu por 2x0 eliminando o jogo de volta.
- 2005 - Novamente o Vasco da Gama atravessou o caminho do Moto Club e o resultado não foi diferente. Depois de eliminar o Rio Branco-AC por 3x1 no Acre eliminando o jogo de volta, o Moto Club pegou o Vasco da Gama na segunda fase e perdeu os dois jogos (2x1 em São Luís e 6x0 no Rio de Janeiro).
- 2006 - Eliminado na primeira fase pelo Atlético Paranaense. O Atlético venceu o jogo em São Luís por 3x1 e não precisou do segundo jogo.
- 2007 - O Moto Club foi eliminado na primeira fase pelo Goiás. O Goiás venceu o jogo por 3x1 em São Luís e não precisou da partida de desempate. Neste jogo, o Moto Club não pode contar com sua torcida graças a uma punição.
- 2009 - O Moto Club foi eliminado na primeira fase pelo Náutico, pois empatara com o Náutico no jogo de ida por 1x1 no Estádio Castelão em São Luís e perdeu o jogo de volta em Recife por 2x0 no Estádio dos Aflitos.
- 2015 - O Moto Club conseguiu passar à segunda fase pela terceira vez, empatando com o Boa Esporte em 1x1 em dois jogos (na ida em São Luís e na volta em Minas) na primeira fase, pois passou à próxima fase vencendo nos pênaltis em 4 a 3. Mas ao ir à segunda fase, acabou sendo eliminado pela Ponte Preta, perdendo os dois jogos (2x1 em São Luís e 4x1 em Campinas, SP).

### Amistosos Internacionais
| 29 de outubro de 1982 | Transvaal Emanuelson | 1 x 2 | Moto Club Zé Roberto Gil Lima | André Kamperveen Stadion, Paramaribo, Suriname |
|                       |                      |       |                               |                                                |

| 31 de outubro de 1982 | Robinhood | 1 x 2 | Moto Club | André Kamperveen Stadion, Paramaribo, Suriname |
|                       |           |       |           |                                                |

| 23 de março de 1984 | Moto Club Cândido | 1 x 3 | Robinhood Rigteres Klinguer (2) | Estádio Castelão, São Luís (MA), Brasil |
|                     |                   |       |                                 |                                         |